# В финале Джон умрёт (роман)
«В финале Джон умрёт» (англ. John Dies At The End) — это комедийный роман ужасов, написанный Джейсоном Паргином (опубликован под псевдонимом Дэвид Вонг), который был впервые опубликован в Интернете, в 2001 году. Рукопись редактировалась в 2004 году и издана в мягкой обложке в 2007 году. По оценкам, 70000 человек прочло все три бесплатные онлайн версии, прежде чем они были сняты в сентябре 2008 года. Thomas Dunne Books издало роман с дополнительными материалами в твердом переплете 29 сентября 2009.
Экранизацией книги занимались Брэд Барух, Дон Коскарелли, Энди Мейерс и Роман Перес с исполнительными продюсерами Полом Джаматти и Даниэль Карей. Дон Коскарелли написал сценарий, основанный на книге. В фильме снимались несколько актеров-новичков, в том числе Чейз Уильямсон и Роб Майес, наряду с хорошо известными звездами — Полом Джаматти и Клэнси Брауном. Премьера в 2012 Sundance Film Festival, 19-29 января 2012 года, в Парк-Сити, штат Юта.

## Сюжет
Герои романа, друзья Джон и Дэйв проживают в неизвестном городке на Среднем Западе Соединенных Штатов.
История начинается, когда Дэйв обсуждает необычные события, произошедшие с ним, с корреспондентом по имени Арни. Первая история рассказывает о том, как Дэйв идет, чтобы помочь музыкальной группе Джона на вечеринке за пределами города на озере. На вечеринке Дэйв находит собаку Молли и встречает странного «Ямайца» торгующего наркотиком под названием «Соевый соус». После приема наркотика Джон начинает видеть странные вещи. Думая, что у Джона скверный приход, Дэйв решает отвезти того в больницу, но получает странный звонок. Друзья в конечном итоге приходят в дом «Большого Джима» Салливана и его сестры Эми, пытаясь вернуть Молли её владельцам. Эми говорит Дейву, что она боится, что Джим умер, так как он не вернулся домой после вечеринки. Не зная, что делать, и желая оставить позади все это, герои идут на работу в местный магазин видео.
На работе Дэйв случайно натыкается на шприц, содержащий дозу «соевого соуса», принадлежащий Джону, и так же начинает испытывать нечто необычное. Дэйв и Джон попадают в полицейский участок на допрос относительно других людей, которые так же принимали препарат, и теперь пропали без вести или умерли. Во время допроса Джон умирает, и его доставляют в больницу. Дэйв получает ещё один странный телефонный звонок, из которого узнает, что ему следует идти к псевдо-ямайскому фургону. Дейв находит тайник с поддельной ямайской дурью «соевый соус», но его накрывает полиция, в процессе, он ловит пулю. Однако, как по волшебству, он оказывается относительно невредимым. Молли спасает его из горящего трейлера и приводит его к коматозному телу Джона, который был похищен злыми силами на пути в Лас-Вегас. Это зло ведет их к Люксор Отель, где доктор Альберт Маркони участвует в конференции по паранормальным явлениям. Конференция погружается в хаос, зло атакует, и д-р Маркони помогает отправить его туда, откуда оно пришло.
Вторая история о которой Дейв рассказывает Арни, случилась год спустя. Дэйва и Джона зовут, чтобы помочь расследовать странную смерть, по видимому связанную с Молли. Оказывается, что зло находится на свободе снова среди людей в виде спортивного репортера, Дэнни Векслера, который был поражен, вероятно, после того, как употребил «соевый соус». С помощью подруги Векслера, Крисси, Джон и Дэйв получают автомобиль и отправляются в погоню за человеком, состоящим из жуков, это приводит их к заброшенному торговому центру, где они встречаются с тем кто похитил тело Векслера. Там зло овладевает Дэйвом, но, в конечном счете, оно вновь побеждено.
Третья история начинается следующим летом, когда Дэйв замечает, что кто-то наблюдает за ним через его телевизор. Опасения усиливаются, после того как одним зимним вечером у героя случается провал в памяти, и в это же время пропадает знакомая обоих друзей, Эми Салливан. Пока они расследуют исчезновение, Дейв начинает подозревать, что он, возможно, убил её, и спрятал тело в сарае; видя что-то напоминающее мертвое тело, он почти в этом уверен. Внезапно Эми появляется, однако, это лишь усложняет ситуацию. В конце концов, Дейв примирится с тем, что его встречи с паранормальным необратимо повлияли на него.

## Мифология
В романе используются мифы, легенды, существа из различных религий мира, в том числе «Люди-тени» и «Летающие стержни». Наркотик, появляющийся в первом акте романа, некий таинственный препарат, называемый «соевый соус», несмертелен, но оказывает странный побочный эффект: меняет восприятие реальности, наделяет ясновидением, именно благодаря ему Джон и Дейв попадают в переплет.

## Персонажи
Дэвид Вонг: Автор и герой романа. Дэйв — рассказчик романа, саркастичен, но говорит, что ему можно верить (он говорит, что был «в основном» честным с Арни, и, таким образом, с читателем). Не склонен доверять людям, мнителен. Он сложный человек, во многом замкнутый, немного неуравновешенный, и это объясняется тем, что его биологическая мать находится в психиатрической больнице, а имя биологического отца неизвестно. Он испытывает смешанные чувства к своим приемным родителям, ставя слово «папа» в кавычки, как если бы он никогда не считал его настоящим родителем. Во время своей первой встречи с Арни, Дэйв говорит, что изменил своё имя, чтобы его трудно было найти, предполагая, что Вонг является самой распространенной фамилией в мире.
Когда он учился в средней школе, издевательства над ним заставили его принести нож в школу. Дейв набросился на нападавшего, тяжело ранив и ослепив его, что привело в итоге к самоубийству хулигана позднее в этом же году. Его приемный отец — адвокат из системы правосудия для несовершеннолетних, определил его в школьную программу коррекции, где Дэйв познакомился с Эми.
Паранормальные явления, происходящие с Дэйвом, были восприняты им не очень хорошо. В то время как Джон был восхищен новым миром, интересными и пугающими встречами, Дэйв поначалу отказывался верить в те ужасы, которые он видел. Постепенно он принимает то, что случалось, и считает своим долгом как-то помочь людям. Его интервью с Арни показывает, что он и сам нуждается в людях, которые бы ему поверили. Он охотно блуждает в потемках. Молчит, чтобы защитить своих близких. Он не хочет быть героем, но знает, что он и Джон должны что-то сделать.
Джон «Сыр»: Лучший друг Дэйва. Джон эксцентричный, любитель алкоголя и наркотиков прирожденный бездельник, который просто не в состоянии удержаться на работе. Он пытается жить своей жизнью, как взрослый человек, что у него не очень получается. Когда Джон делится важной информацией с Дэйвом, он имеет тенденцию к преувеличению описанного для создания драматического эффекта (в том числе хвастается своими победами на любовном поприще, которые чаще всего являются откровенным трепом),Дейв об этом знает и не принимает все это за чистую монету. Дэйв так же говорит, что изменил имя Джона и его фамилию. Джон, в отличие от Дэйва, имеет родную семью, к слову его дядя Дрейк — полицейский детектив. Джон провел некоторое время в тюрьме, но Дэйв не придает этому большого значения.
Джон и Дэйв встретились в компьютерном классе г-н Герц (из которого Джон был позже исключен за непристойное поведение). Отношения Дейва с Джоном имеют давнюю историю. Энтузиазм Джона, который считает себя экспертом касаемо всего необычного, вызывает возмущение Дэйва. Позже становится очевидно, что Джон был единственным человеком, которому Дэйв мог доверять.
Джон является верным спутником, несмотря на свои особенности, на удивление честен. Он обещает исполнить последнюю волю двух погибших заложников в Лас-Вегасе и приглядывать за Эми. Позже, когда Эми неловко копаться в старых вещах своего брата в поисках информации, Джон сказал что-то дико неуместное чем рассмешил её, что напомнило Дейву, почему он «держит Джона рядом». В третьем акте, Джон и Дэйв оба считают, что даже если их миссия обречена с самого начала, им лучше попробовать, так как терять особо нечего. Энтузиазм Джона, виден во всем «Пойдем, иначе мы опоздаем на верную смерть», показывает, что осознает, что происходит и понимает что шансы не велики. Его чувство юмора не раз помогает скрасить неловкие моменты и снять напряжение.
Джон и Дэйв часто играют, как правило, в спортивные игры или перестрелки. Как окажется позже, эти навыки здорово помогут друзьям в борьбе с демонами и спасет Дэйва от неминуемой смерти после ранения.
Джон выступал в группе под названием «Трио заряженной Салли». Он играл на гитаре и пел. Их самая популярная песня — «Верблюд Холокоста».
Эми Салливан: Робкая девушка, которая нуждается в помощи Джона и Дэйва. Дэйв рассказывает об Эми, как о слегка заторможенной девушке нуждающейся в уходе, хрупкой маленькой сестре «Большого Джима» Салливана. Дэйв знал, что Эми находится в школьной программе коррекции поведения, и был ответственным за её нелестное прозвище «Огурец». В связи с её постоянной тошнотой, она выглядела как морской огурец. Эми является законным владельцем Молли, а её боязнь незнакомых людей порой приводит к комическим и абсурдным ситуациям. Эми потеряла руку в автомобильной аварии, которая убила её родителей. О ней заботились её тетя и дядя, но она продолжала жить со своим старшим братом в доме семьи в викторианском стиле до смерти Джима в Лас-Вегасе. Джим подозревал, что кто-то следит за его сестрой, с которой Джон держал постоянную связь. Когда Эми была захвачена сверхъестественными силами, Джон и Дэйв вмешались, чтобы защитить её и раскрыть тайну всего происходящего вокруг.
Эми и Дэйв оба неудачники, через осознание этого у них завязываются романтические отношения. Дэйв пытается узнать Эми, постепенно сближаясь с ней. Её застенчивое и порой странное поведение чаще всего объясняется действием лекарств, которые она принимает после автокатастрофы. Перепады настроения (робость, сменяющаяся раскрепощенностью) и рвота, как выяснилось, также побочные эффекты лекарства. После аварии Эми ампутировали руку, также был поврежден её позвоночник, в результате чего ей требуется имплантация металлической скобы.
Если Эми надевает очки в стиле Скуби Ду, подаренные Дейву каким-то парнем, то она способна увидеть кое-что из того, что Дэйв и Джон видят и без очков.
Молли: Молли — собака, которую взял к себе Дэйв, «Ирландская рыжая собачонка», раньше её хозяйкой была Эми. Молли — спокойная собака, но таинственным образом связана со сверхъестественными событиями, которые проходят через книгу. Сквозь неё проходит дух Джона и она тоже испытывает последствия соевого соуса. Во втором акте кажется, что она ответственна за убийство, в то время как она находится под присмотром Крисси Лавлейс, вскоре собака умирает, говоря человеческим голосом о Корроке. В третьем акте книги собака погибает, но позже выясняется, что это был двойник, так как сама Молли все время находилась на попечении Эми.
Принято считать, что Молли имеет особые сверхъестественные способности. Тем не менее, в сцене ближе к концу книги, двойником Фреда Дерста, который дал Джону и Дэйву машину, чтобы уехать от торгового центра, возможно, была сама Молли. Фред говорит Дейву, что он на их стороне: «Я наблюдал за вами. На самом деле, можно сказать, что я сторожил вас все время.» Некоторые считают, что Молли является своего рода ангелом, который поддерживал героев.
Дженнифер Лопес: Экс-подруга Дэйва (не певица). Джен является основным персонажем в первом акте книги, она жила вместе с Дэйвом в течение шести месяцев после инцидента в Лас-Вегасе. Она рассталась с Дэйвом после некоторых споров о возможной беременности. В настоящее время она живет с другим и редко общается с Дэйвом. Будучи единственным человеком, который имел дело с соевым соусом, она отказывается признать его побочные эффекты. Она не любит Джона из-за его постоянного напоминания о страшных событиях в Вегасе. Когда Джон напоминает Дейву о сверхъестественных событиях в ресторане, она плачет.
Крисси Лавлейс: Вовлекается в историю с Джоном и Дэйвом после убийства своего соседа во втором акте книги. Она является временным владельцем Молли и имеет романтическую связь с Дэни Векслером. При исследовании связи Векслера с соевым соусом, её христианская вера оказывается полезной, когда Дэйвом овладевает Коррок в заброшенном торговом центре. Позже она посылает своё ожерелье с крестом Дейву .
Арни Блондстоун: Журналист, занимающийся расследованием паранормальных явлений. Арни знакомится с Дэйвом через Эми. Журналист выступает в качестве некоего обрамления для повествования, задавая нужные вопросы и не давая уходить в сторону. Каждый акт истории — это часть разговора с Арни. Он весьма скептичен по натуре, это оказывается проблемой для Дэйва. Арни считает, что Дэйв, возможно, имеет подавленные воспоминания, вызванные травмой, которые всплыли на поверхность быть может из-за недавних событий. Он, кажется, хочет верить Дэйву и дает ему гораздо больше шансов, чем истинный скептик стал бы.
Коррок: Считается, что злым божеством, которому поклонялись несколько различных культур в человеческой истории, Коррок служит основным антагонистом в романе, со множеством демонов-слуг, с которыми сталкиваются Дэвид и Джон на протяжении всего романа. Коррок изображен в романе и как физическое лицо, и как метафора.
Доктор Альберт Маркони: Бывший священник, Альберт Маркони — исследователь паранормальной активности. Благодаря своим изысканиям, он стал очень образованным во многих вопросах, связанных со сверхъестественным. Впервые он появляется в Лас-Вегасе, где его знания оккультных наук позволяют отправить демонов обратно в свои измерения. Выдержки из его книги о Корроке проскальзывают во всем повествовании, он играет решающую роль в прологе (хотя и кратко, через междугородние телефонные звонки).
Джеймс «Большой Джим» Саливан: Старший брат Эми Салливан, «Большой» Джим — бывший одноклассник Давида и Джона, любитель научной фантастики и специальных эффектов. Джим входит в группу заложников, которая едет в Лас-Вегас. Очерки, рассказы и модели, что Эми показывает, Джону и Дэйву подразумевают, что Джим обладает даром предвидения. Это Джим помог выйти на поддельную ямайскую наркоту, и он же тот, кто в конечном итоге помог получить соевый соус Векслеру (хотя он надеялся, что кто-то возьмется расследовать это).
Куча: Один из фаворитов Коррока. В натуральной форме Куча состоит из роя маленьких белых насекомых. Он вульгарен и невероятно опасен, говорит, используя уличный жаргон, прыгает от тела к телу, поступает так, как считает нужным, несмотря на то, что его действия крайне болезненны и чаще всего смертельны для хозяев тел. Кроме того, Куча имеет тенденцию атаковать врагов в пах и может продолжать использовать тела или их органы даже после того как хозяин скончался. Его имя является ссылкой на демонов Легиона упоминающихся в Новом Завете.
Детектив Лоренс «Морган Фриман» Эплтон: Детектив Департамента полиции. Эплтон задавал вопросы Давиду в ночь передозировки «соевого соуса», он быстро осознал всю опасность дела, а также его возможный специфический характер. Дэвид мысленно сравнивает его с актером Морганом Фриманом, назвав детектива так в своем повествовании, хотя внешне сходство с актером не велико.

## Продолжение
Первая часть сиквела, Джон и Дэйв и Храм X’al’naa’thuthuthu была первоначально размещена на официальном веб-сайте. Затем была снята, но в связи с большим спросом возвращена 17 февраля 2009 года. 3 июля 2010 года фрагмент вновь был удален. Вонг заявил в конце 1-й части, что следующая книга будет, вероятно, называться «Джон и Дейв и пятая стена». 28 августа 2011 года было объявлено, что сиквел будет называться «Эта книга полна пауков». «Эта книга полна пауков: Серьёзно чувак, не прикасайтесь к ней» вышла 2 октября 2012 года.
2 октября 2017 года вышла третья часть, повествующая о приключениях Джона и Дэйва — «What The Hell Did I Just Read»(англ. Что за херню я только что прочел?). Сам Паргин предполагал, что третья часть станет последней в серии, поскольку у него не осталось идей. Также он советовал прочитать другую свою книгу («Futuristic Violance and Fancy Suits»)
Четвертая книга серии «If This Book Exists, You're in the Wrong Universe» была выпущена в октябре 2022.

## Экранизация
Режиссёр Дон Коскарелли приобрёл права на экранизацию книги, съёмки начались 21 октября 2010 года. В фильме снялись известные актёры: Пол Джаматти в роли Арни и Клэнси Браун в роли доктора Маркони, Джаматти также помогал в производстве. Молодые актёры Чейз Уильямсон и Роб Майерс сыграли главные роль Джона и Дэйва.
Премьера фильма состоялась на кинофестивале Sundance 23 января 2012 года.